# Zippo

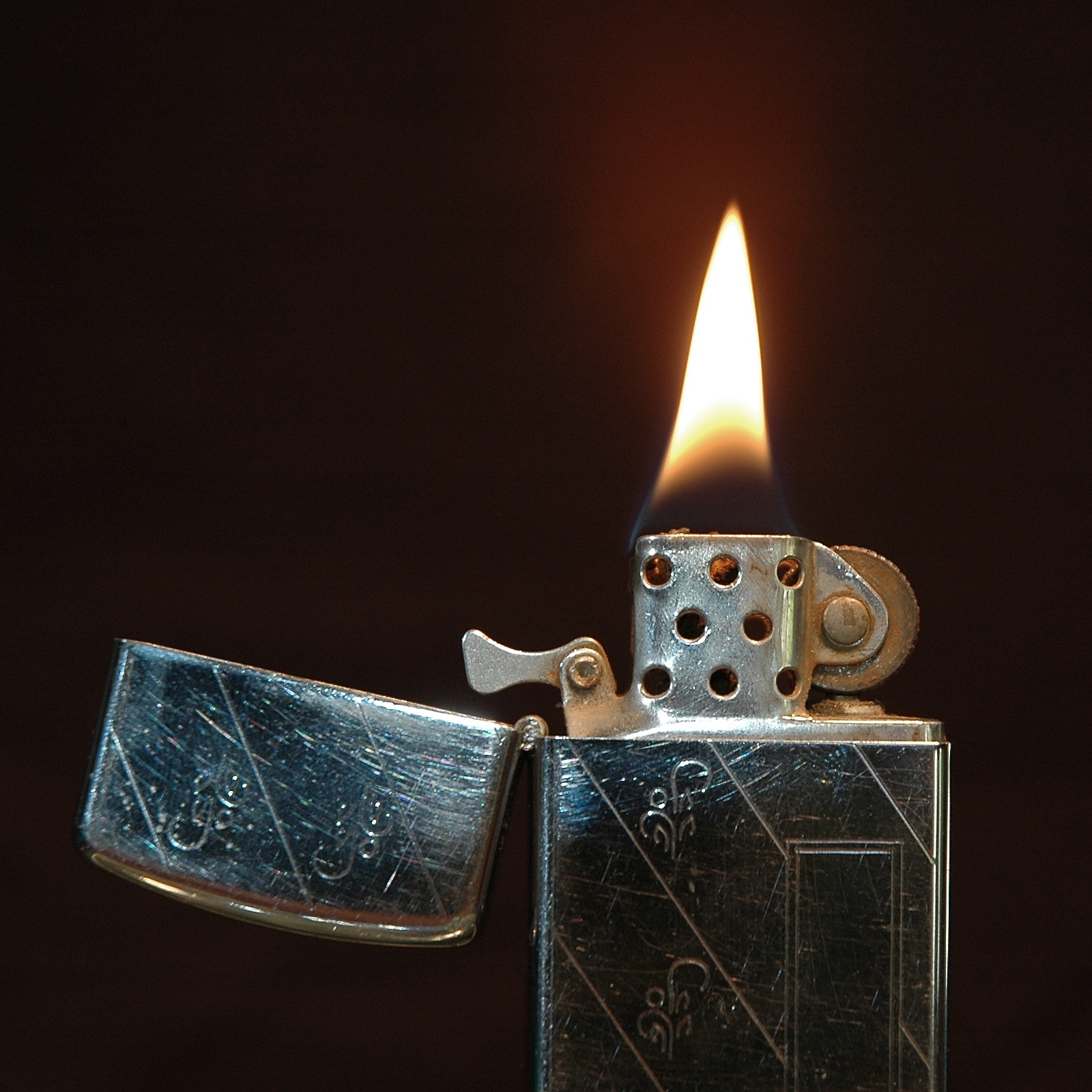
Zapalniczka Zippo z 1968

Zippo – zapalniczka benzynowa z możliwością uzupełniania paliwa wykonywana z metalu przez amerykańską firmę Zippo Manufacturing Company, produkującą głównie zapalniczki napełniane ciekłym paliwem. Obecnie istnieją tysiące stylów i wzorów zapalniczek wyprodukowanych w okresie dziewięciu dekad istnienia firmy. Każda zapalniczka Zippo posiada dożywotnią gwarancję producenta. Oznacza to, że może być odesłana do Zippo Repair Clinic i zostanie naprawiona bezpłatnie. Zapalniczki Zippo posiadają system windproof, który umożliwia korzystanie z nich nawet przy silnym wietrze (płomień nie gaśnie).

## Historia
George Grant Blaisdell założył firmę w 1932 i zaczął pracę nad prototypem swojej pierwszej zapalniczki. Powstała ona na początku 1933, zainspirowana modelem austriackiej zapalniczki sztormowej z tego okresu. Od 1933 firma wyprodukowała już ponad 450 mln sztuk zapalniczek w prawie niezmienionej formie i o takiej samej zasadzie działania. Asortyment firmy obejmuje m.in. długopisy, noże, wyroby ze skóry, klipsy na banknoty. Zapalniczki Zippo były także wytwarzane w Niagara Falls w Kanadzie od 1949 do 2002. W 2009 Zippo ogłosiło zamiar kupna Ronson Consumer Products Corporation, odwiecznego konkurenta na rynku zapalniczek. 3 lutego 2010 transakcja została sfinalizowana.

## Zippo w kulturze masowej
Zapalniczki Zippo pojawiły się w ponad 2000 filmów, sztuk teatralnych i programów telewizyjnych, między innymi w Kocham Lucy, X-Men i musicalu Lakier do włosów. Zapalniczka Zippo została przedstawiona w 1988 w filmie akcji Szklana pułapka, w którym główny bohater John McClane (Bruce Willis) odzyskuje ją od terrorysty. Zippo stanowią rekwizyt i są wykorzystywane do rozwinięcia akcji, wyraźniejszego przedstawienia postaci lub określenia czasu akcji. Rozpoznawalny dźwięk zatrzaśnięcia zapalniczki Zippo został wykorzystany w piosenkach, zapalniczki pojawiały się na okładkach płyt, były tatuowane przez gwiazdy rocka oraz można je było zobaczyć w magazynie Rolling Stone.

## Zippo Blu
W 2007 Zippo rozpoczęło produkcję Zippo Blu. Jest to zapalniczka opalana butanem, w wielu cechach podobna do pierwotnego Zippo. Jedną z tych cech jest to, że w dalszym ciągu wykorzystuje koło z krzesiwem. Kilka różnic jest w modelu pojemnika: nie ma części wewnętrznych których wymianą mógłby zająć się użytkownik; wykorzystuje butan zamiast benzyny.

## Identyfikacja
Oznaczenia na lewej stronie od 1986 oznaczają miesiące produkcji (A- styczeń, B- luty, C- marzec td.)
| Rok wydania | Lewa strona    | Prawa strona    |
| 1958        | Patent . . . . | 2517191 . . . . |
| 1959        | . . . .        | . . .           |
| 1960        | . . .          | . . .           |
| 1961        | . . .          | . .             |
| 1962        | . .            | . .             |
| 1963        | . .            | .               |
| 1964        | .              | .               |
| 1965        | .              |                 |
| 1966        | \|             | \|              |
| 1967        | \|             | \|              |
| 1968        | \|             | \|              |
| 1969        | \|             | \|              |
| 1970        | \|             | \|              |
| 1971        | \|             | \|              |
| 1972        | \|             | \|              |
| 1973        | \|             |                 |
| 1974        | ////           | ////            |
| 1975        | ////           | ///             |
| 1976        | ///            | ///             |
| 1977        | ///            | //              |
| 1978        | //             | //              |
| 1979        | /              | //              |
| 1979        | //             | /               |
| 1980        | /              | /               |
| 1981        | /              |                 |
| 1982        | \\\\           | \\\\            |
| 1983        | \\\\           | \\\             |
| 1984        | \\\            | \\\             |
| 1985        | \\\            | \\              |
| 1986        | \\             | \\              |
| 1986        | G do L         | II              |
| 1987        | A do L         | III             |
| 1988        | A do L         | IV              |
| 1989        | A do L         | V               |
| 1990        | A do L         | VI              |
| 1991        | A do L         | VII             |
| 1992        | A do L         | VIII            |
| 1993        | A do L         | IX              |
| 1994        | A do L         | X               |
| 1995        | A do L         | XI              |
| 1996        | A do L         | XII             |
| 1997        | A do L         | XIII            |
| 1998        | A do L         | XIV             |
| 1999        | A do L         | XV              |
| 2000        | A do L         | XVI             |
| 2001        | A do L         | 01              |
| 2002        | A do L         | 02              |
| 2003        | A do L         | 03              |
| 2004        | A do L         | 04              |
| 2005        | A do L         | 05              |
| 2006        | A do L         | 06              |
| 2007        | A do L         | 07              |
| 2008        | A do L         | 08              |
| 2009        | A do L         | 09              |
| 2010        | A do L         | 10              |
| 2011        | A do L         | 11              |
| 2012        | A do L         | 12              |
| 2013        | A do L         | 13              |
| 2014        | A do L         | 14              |
| 2015        | A do L         | 15              |
| 2016        | A do L         | 16              |
| 2017        | A do L         | 17              |
| 2018        | A do L         | 18              |
| 2019        | A do L         | 19              |
| 2020        | A do L         | 20              |